# Добруский, Ян
Ян Добруский (чеш. Jan Dobruský; 28 августа 1853, Скутеч — 31 мая 1907, Винограды, Цислейтания) — шахматный композитор, один из основоположников чешской школы в задаче. Юрист. С 1871 опубликовал около 250 задач; лучших творческих достижений добился в области четырёхходовок. Создал новый стиль в шахматной задаче и выявил его особенности в сравнении с английской и немецкой школами в задаче.

## Книги
- Šachově úlohy uspor'. J. Pospišil, Praha, 1907 (соавтор).